# La Boîte magique (télévision)
Pour les articles homonymes, voir La Boîte magique.
La Boîte magique est un épisode de l'émission de télévision québécoise Légendes indiennes diffusé le 5 mars 1983 à la Télévision de Radio-Canada.

## Synopsis
« Légende Micmac, avec la participation des Indiens Micmac. Un jeune découvre, à travers la mystérieuse sagesse d'une boîte magique, que l'amour véritable n'a pas besoin d'être mis à l'épreuve. »

## Fiche technique
- Scénarisation et réalisation : Daniel Bertolino
- Lieu de tournage : Maria, Gaspésie
- Société de production : Société Radio-Canada
- Durée : 25 minutes

## Distribution
- Clément Bernard
- Vincent Davy
- Antoine Jérôme
- Léonard Jérôme
- Sharon Jérôme
- Wallace Jérôme
- John A. Martin
- Vivian Martin